# Бережниця (заповідне урочище)

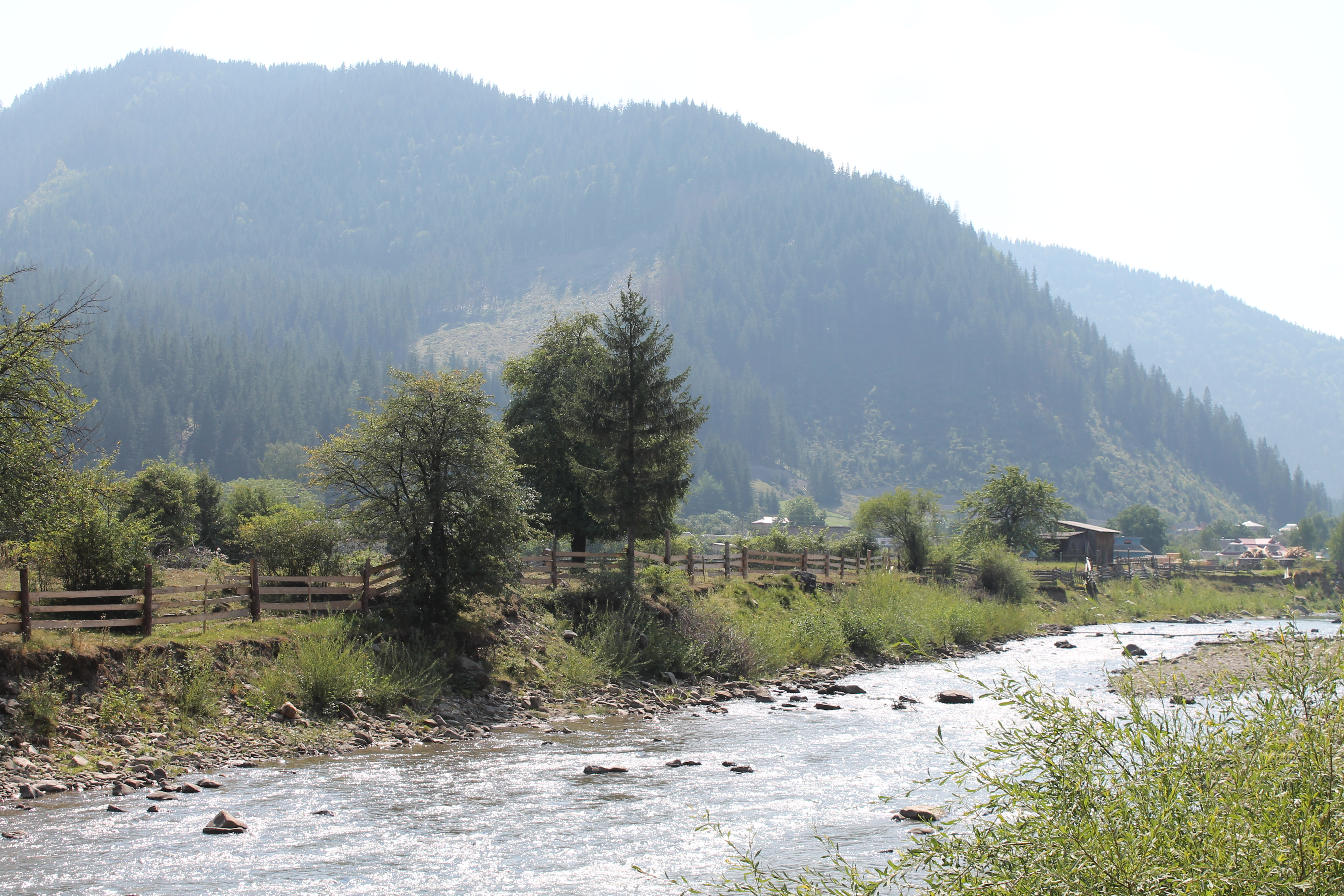
Заповідне урочище Бережниця

Бережниця — заповідне урочище місцевого значення в Україні. Об'єкт розташований на території Верховинського району Івано-Франківської області, неподалік від села Красник. 
Площа 0,8 га. Статус отриманий у 1988 році. Перебуває у віданні ДП «Верховинський лісгосп» (Красницьке л-во, кв. 10, вид. 2). 
Статус надано для збереження сосново-березових насаджень. Вік сосни понад 140 років.